# Gárdonyi VSC
Az Gárdony-Agárdi Gyógyfürdő SE, egy gárdonyi csapat, amely 1997-ben alakult. Jelenleg a megye 1-ben szerepel. 

## Története
Az 1997-ben alakult klub jogutódja az 1951-ben alakult Gárdonyi DISz csapatának. A csapat 2020 nyaráig csak a megyei bajnokságokban szerepelt. A 2020-21-es idényt az NB III-ban kezdte meg, miután első helyen volt amikor a koronavírus-járvány miatt félbeszakadt a bajnokság.

## Bajnoki eredmények
| Szezon  | Osztály | Bajnokság | Helyezés | Kupa      |
| ------- | ------- | --------- | -------- | --------- |
| 2021-22 | 3       | NB lll    | 19.      |           |
| 2020–21 | 3       | NB III    | 16.      | 7.forduló |
| 2019–20 | 4       | Megye I   | 1.       |           |
| 2018–19 | 4       | Megye I   | 4.       |           |
| 2017–18 | 4       | Megye I   | 4.       |           |
| 2016–17 | 4       | Megye I   | 8.       |           |
| 2015–16 | 4       | Megye I   | 5.       |           |
| 2014–15 | 4       | Megye I   | 6.       |           |
| 2012–13 | 4       | Megye I   | 9.       |           |
| 2011–12 | 4       | Megye I   | 7.       |           |
| 2010–11 | 4       | Megye I   | 11.      |           |